# Polycentropus elarus
Polycentropus elarus là một loài Trichoptera trong họ Polycentropodidae. Chúng phân bố ở miền Tân bắc.